# Kyle Bennett
Kyle Ray Bennett (25 de setembro de 1979 — 14 de outubro de 2012) foi um ciclista de BMX norte-americano que competiu no ciclismo nos Jogos Olímpicos de Verão de 2008, representando os Estados Unidos.